# Kushim

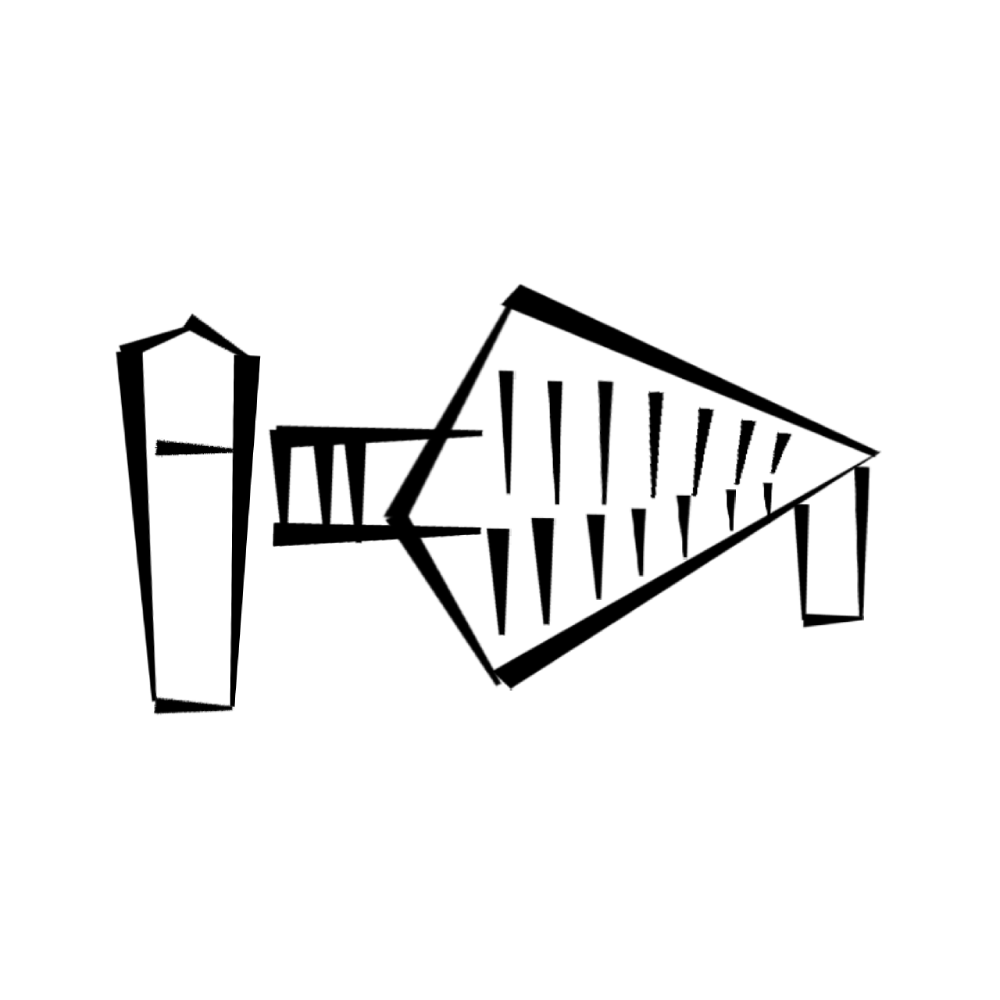
Kushim en proto-cunéiforme.

Kushim est considéré comme possiblement le premier exemple connu du nom d'un individu retranscrit à l'écrit. 
Le nom « Kushim » est répertorié pour la première fois sur la tablette de Kushim, une ancienne (entre 3400–3000 av. J.-C.) tablette d'argile sumérienne qui comptabilise une transaction d'orge.
« Kushim » est mentionné sur dix-huit tablettes. Les spécialistes estiment qu'il s'agit d'un individu ou — moins probablement — d'une organisation responsable de la transaction,,. À partir de ces tablettes, Kushim est identifié comme chargé du stockage et de la distribution des ingrédients de base pour la fabrication de bière, principalement d'orge.